# Centro piacentiniano

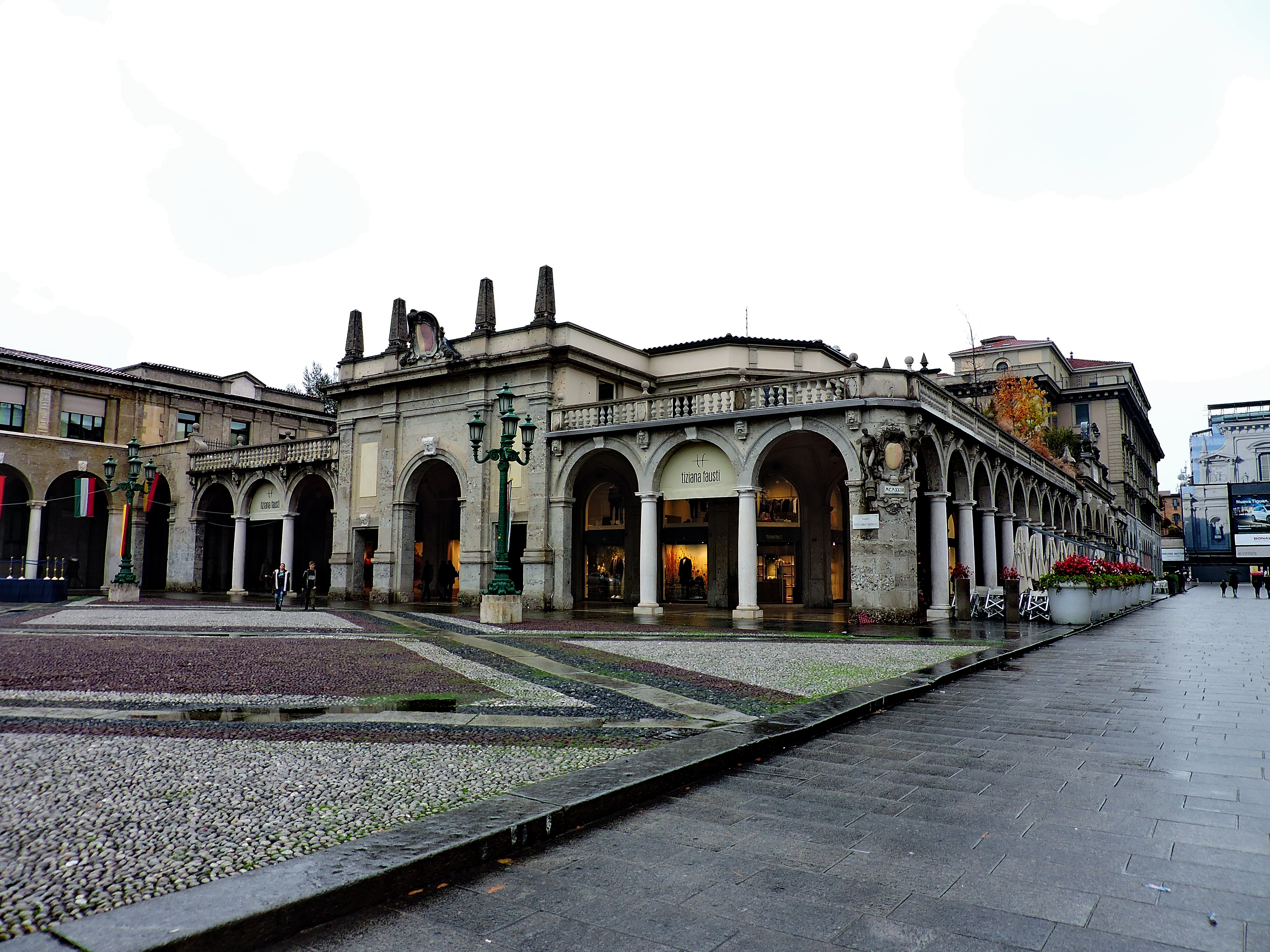
Quadriportico del centro piacentiniano

Il Centro piacentiniano è un complesso architettonico urbano di Bergamo posto nella parte bassa della città. È stato progettato nel 1907 come centro direzionale e terziario per ospitare istituzioni finanziarie, esercizi commerciali e uffici amministrativi. Prende il nome dal suo principale progettista, l'architetto romano Marcello Piacentini. Parte dell'architettura fu realizzata da architetti locali, tra cui Luigi Angelini, Giovanni Muzio ed Ernesto Suardo. Il centro è diventano uno snodo economico e finanziario importante nonché un punto turistico di rilievo.

## Storia

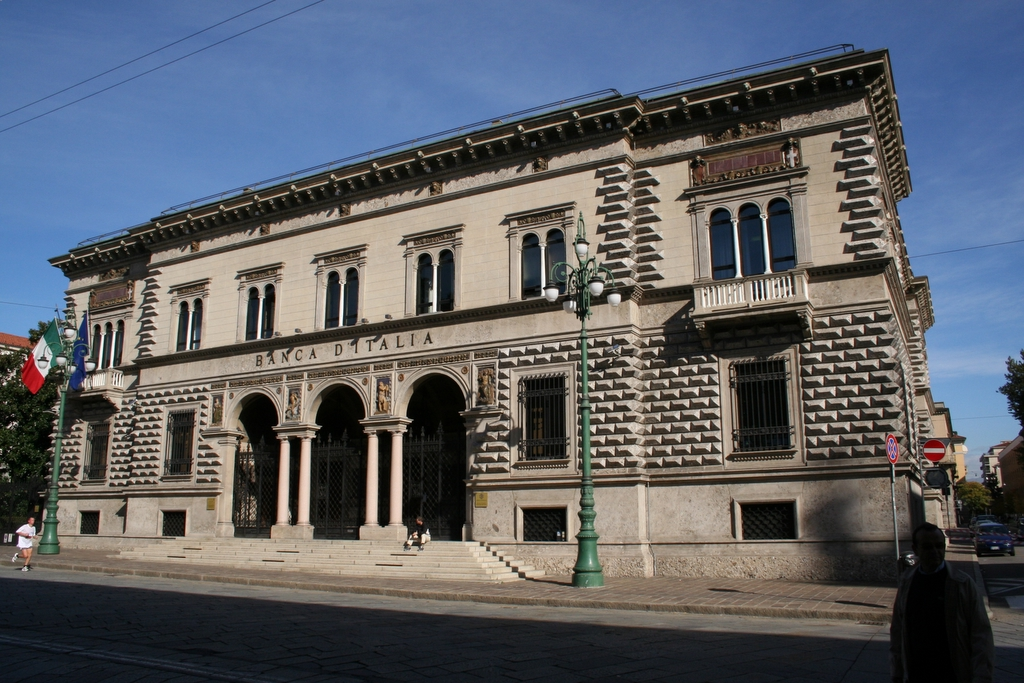
Banca d'Italia

I vari uffici pubblici amministrativi che si trovavano nella parte alta della città, per esigenze di viabilità e di vicinanza alle necessità nate delle modernità del Novecento, chiedevano di essere trasferiti in una nuova ubicazione perché potessero essere accessibili dalla cittadinanza. La zona che era anticamente destinata alla fiera alessandrina, ormai in disuso, si trovava in uno stato di degrado e dava la possibilità di sviluppare un nuovo centro urbano moderno di notevole importanza. Per questo motivo l'amministrazione comunale di Bergamo nel 1906 indisse un concorso che riqualificasse l'antica zona fieristica. Il primo concorso non portò progetti soddisfacenti e l'anno successivo, il 4 febbraio, ne fu indetto un secondo al quale parteciparono ben ventisette progettisti. Il concorso fu assegnato al piano definito Panorama presentato dall'architetto Marcello Piacentini e dall'ingegnere Giuseppe Quaroni.

Non fu da subito ben accolto dall'opinione pubblica. Nel 1908 l'Eco di Bergamo pubblicò un articolo di Luigi Angelini, futuro direttore dei lavori, che ne promuoveva la realizzazione:
Il progetto “Panorama” ha il merito veramente grande di aver saputo trovare l'ispirazione ai suoi edifici che pur hanno un senso sottile di gustosa e raffinata modernità, nelle costruzioni più leggiadre del nostro squisito quattrocento, riallacciando, per così dire, il passato della nostra città con le memorie più fulgide della nostra storia e della nostra arte, che si ricollega alla grandezza di Venezia. (“L'esposizione dei progetti della fiera” L'Eco di Bergamo 11 febbraio 1908)
Dal 1906 al 1914 il comune acquistò i terreni e i casotti che erano sull'antico prato della fiera. Il 20 luglio 1918 si costituì la S. A. Società per la Riedificazione della Fiera per l'edificazione dei palazzi che avrebbero poi ospitato le principali attività commerciali che nel 1926 risultavano essere già 150 e tutte locate. La società ebbe come presidente Luigi Radici e tra i soci vi erano la Banca popolare di Bergamo, il Piccolo credito, il Credito Italiano e i maggiori esponenti dell'imprenditoria del territorio bergamasco, tra i quali l'onorevole Antonio Pesenti. Nel 1930 la società assunse il nome di S.A. Immobiliare della fiera. Fu poi l'imprenditore Francesco Perolari ad acquistare il maggior numero di azioni della società e a divenire presidente. La famiglia continua a essere la maggiore azionista della società in nome dei suoi eredi.
Il progetto del comune era stato diviso in più lotti. Il primo portò all'edificazione nel 1915 del palazzo della Banca d'Italia. Il secondo lotto previde la costruzione del palazzo di Giustizia che fu terminato nel 1927. Contemporaneamente furono sviluppati i lotti che prevedevano la formazione della parte commerciale posta lungo il quadriportico del Sentierone su progetto di Piacentini e Luigi Angelini. A seguire furono costruiti nel 1924 la torre dei caduti e il Credito Bergamasco, entrambi su progetto del Piacentini, e il palazzo della Camera di Commercio su progetto di Luigi Angelini, la Banca Bergamasca nel 1927 e il Palazzo dei Telegrafi. Dell'antica struttura fieristica progettata nel Settecento da Giovan Battista Caniana restava solo la fontana della fiera.
Nel 2017, dopo ben centodieci anni, l'amministrazione comunale ha bandito un nuovo concorso europeo atto a riqualificare l'area in seguito alle nuove esigenze. Il concorso ha visto la partecipazione di architetti e ingegneri sia nazionali che internazionali, scegliendo il progetto del gruppo Flânerie guidato dall'architetto e paesaggista Luigino Pirola, composto dagli architetti: Gianluca Gelmini, Maria Claudia Peretti, Simone Zenoni, Carlo Peretti e Elena Franchioni. Il progetto comprende la riqualificazione non solo del centro piacentiniano ma di buona parte del centro urbano della parte bassa della città.

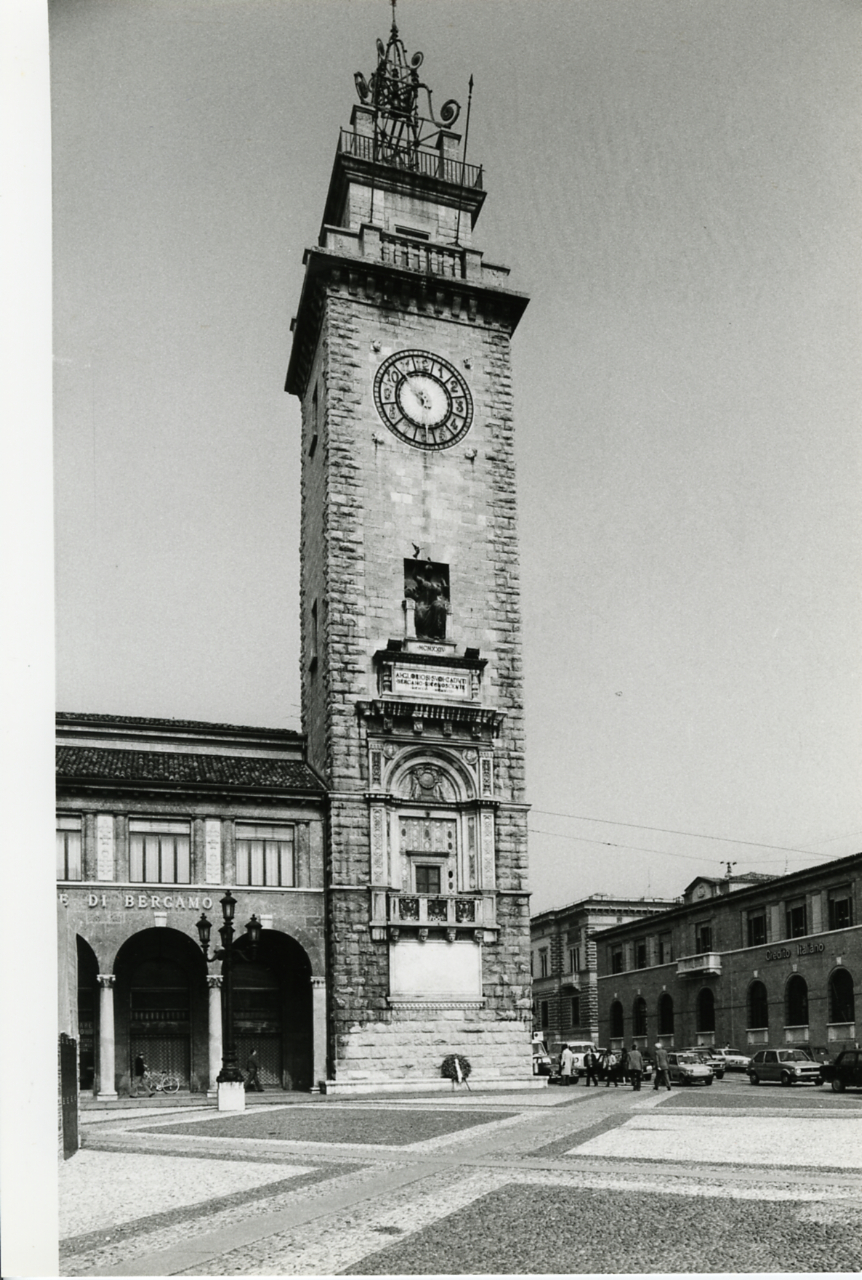
Torre dei Caduti

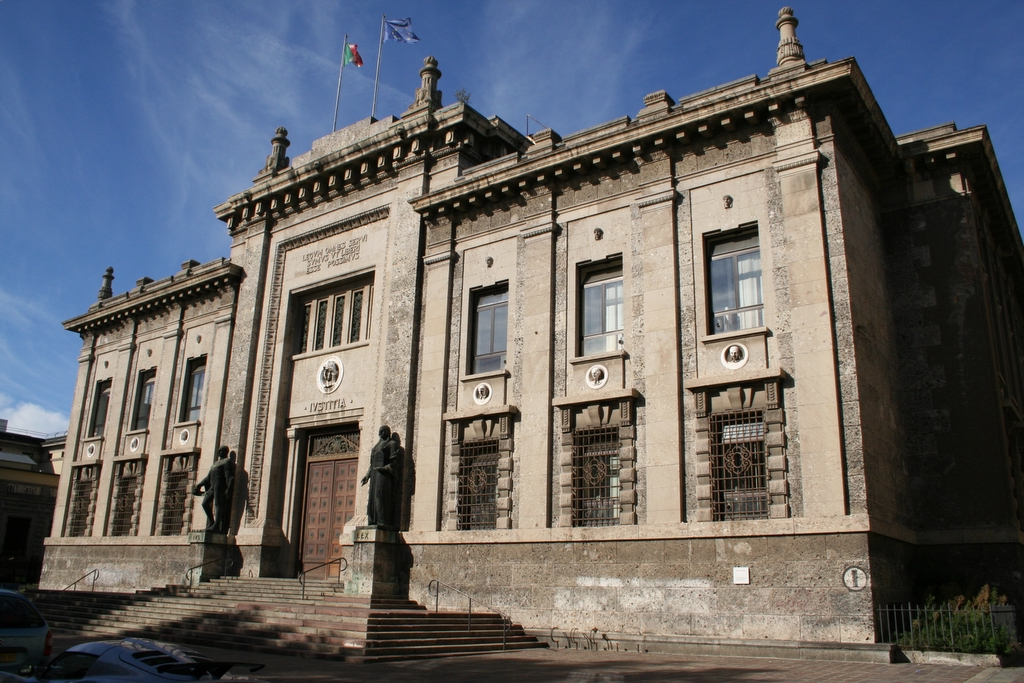
Facciata su piazza Dante del Palazzo di Giustizia di Bergamo

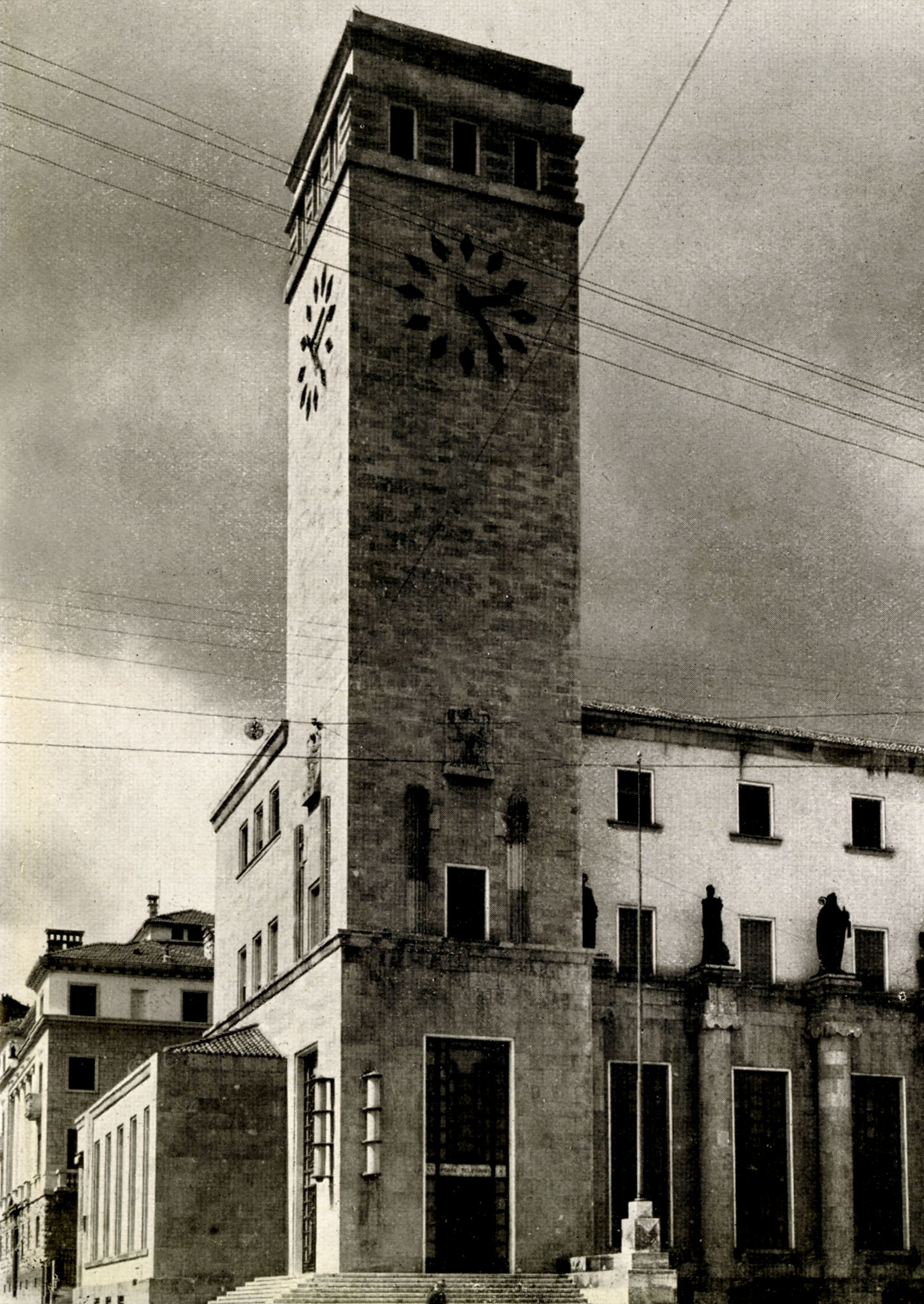
Il Palazzo delle Poste in una foto del 1935

## Descrizione
(Hermann Hesse)
Il centro piacentiniano, racchiuso tra piazza Vittorio Veneto, piazza Dante, il Sentierone, fino a piazza della Libertà, conserva la parte architettonica più rilevante del Novecento cittadino.
- Palazzo della Banca d'Italia. Dal 1914 fu il primo progetto realizzato dal Marcello Piacentini. La banca d'Italia era presente già dal 1860 ma non aveva una sede adatta.
- Palazzo di Giustizia. Il palazzo fu edificato tra il 1909 e il 1925 su disegno del Piacentini, la direzione dei lavori fu affidata all'ingegnere Ernesto Suardo. Alla sua inaugurazione il 1º novembre 1925 era presente il re Vittorio Emanuele III.
- Sentierone. Il più famoso viale di Bergamo, progettato dal Piacentini ma sviluppato poi da Luigi Angelini, centro commerciale di rilievo conosciuto come il quadriportico piacentino, per il percorso sotto i portici che fa da collante dalla parte commerciale al viale alberato dove si affaccia il teatro Donizetti. Viene chiamato il salotto di Bergamo.
- Palazzo della Camera di commercio. Il palazzo fu progettato dal Piacentini e dall'Angelini ed è un parallelepipedo quadrangolare con cortile interno. La facciata è in bugnato. La grande sala del Consiglio è decorata da affreschi che raffigurano alcune delle migliori località bergamasche.[6]
- Palazzo dell'Unicredit. Il palazzo fa da unione tra piazza Vittorio Emanuele e piazza Dante, si sviluppa su due piani a forma di C e occupa un'area di 1700 mq. Fu acquistato il 19 dicembre 1916 dal Comitato Centrale dell'istituto dando l'incarico all'ingegnere Carlo Urbano di Milano, di preparare gli atti necessari all'acquisto per lo sviluppo del disegno preparatorio del Piacentini.[7][8]
- Palazzo delle Poste e Telegrafi. Il palazzo fu costruito su progetto di Angiolo Mazzoni nel 1929, fu completato e inaugurato il 31 ottobre 1932. La sua grande torre farebbe da confronto con quella dei Caduti.[9][10]
- Quadriportico. Cinque sono le arcate mediane con colonnine di granito di Baveno lucidato che collegano la fina di portici del sentierone.